# Acineto

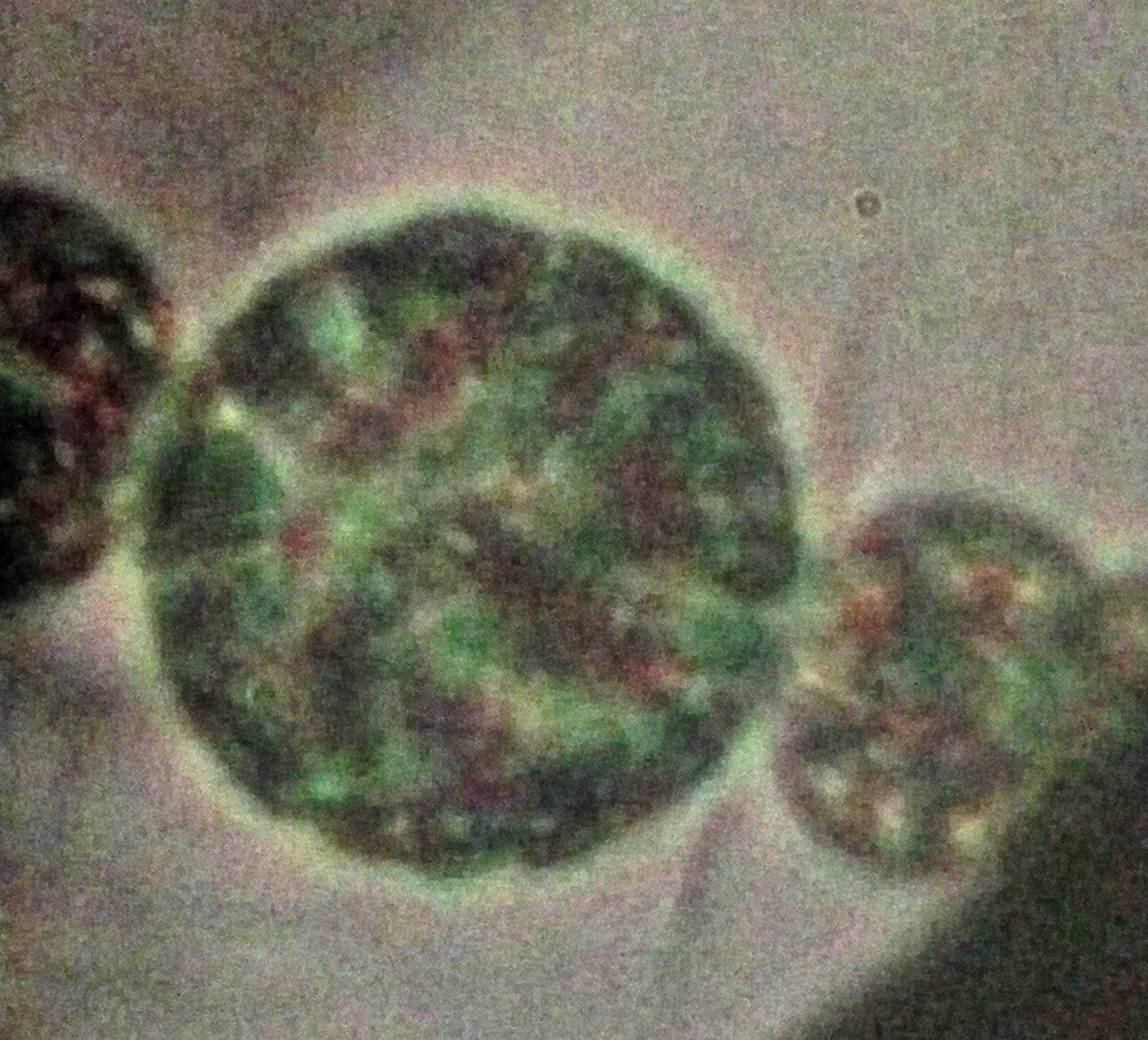
Acineto localizado intercalar de Dolichospermum smithii

Os acinetos são células diferenciadas e aumentadas, formadas em cianobactérias filamentosas, quando as condições do ambiente tornam-se desfavoráveis, como, por exemplo: baixa luminosidade, baixas ou altas  temperaturas, mudança de pH, baixa concentração de nutrientes e desidratação .
Estas células possuem paredes espessadas e guardam, em seu interior, grânulos com substâncias de reserva produzidas pela cianobactéria. Ao guardar grandes quantidades de substância, o acineto torna-se pesado, e o filamento tende a se partir, liberando o esta célula no ambiente. Assim, ela atuará como um esporo de resistência no sedimento. Caso as condições ambientais voltem a ser favoráveis, o acineto entra em divisão, dando origem ao filamento e a bainha que o envolve, formando uma nova bactéria idêntica a bactéria-mãe (formadora do acineto). 